# Wendell Scott
Wendell Oliver Scott (Danville, 29 agosto 1921 – Danville, 23 dicembre 1990) è stato un pilota automobilistico statunitense.

## Carriera
Dal 1961 al 1973 ha corso nella NASCAR Sprint Cup Series, vincendo una gara su una pole position.

## Riconoscimenti
È stato introdotto nella International Motorsports Hall of Fame nel 1999 e nella NASCAR Hall of Fame nel 2015.